# بيتر دانيال مكدونالد
بيتر دانيال مكدونالد (بالإنجليزية: Angus Daniel McDonald)‏ هو لاعب كرة قدم أمريكية أمريكي، ولد في 14 أبريل 1878، وتوفي في 15 نوفمبر 1941.